# Gerd Bonk
Gerd Bonk (* 26. August 1951 in Limbach, Landkreis Plauen, Sachsen; † 20. Oktober 2014 in Greiz) war ein deutscher Gewichtheber, der auf internationaler Ebene für die DDR startete. Er gehörte dem Sportclub SC Karl-Marx-Stadt an und zählte als 15-maliger Medaillengewinner bei Olympischen Spielen und Weltmeisterschaften in den 1970er Jahren zu den weltweit erfolgreichsten Protagonisten seiner Sportart. Zudem war der Sachse sowohl im Junioren- als auch im Seniorenbereich der erste DDR-Gewichtheber, der einen Weltrekord aufstellte. Nach dem Ende seiner leistungssportlichen Laufbahn arbeitete Bonk zunächst in seinem erlernten Beruf als Kfz-Mechaniker und wurde 1989 Invalidenrentner. Er war eines der bekanntesten Opfer des Dopings im DDR-Leistungssport.

## Werdegang

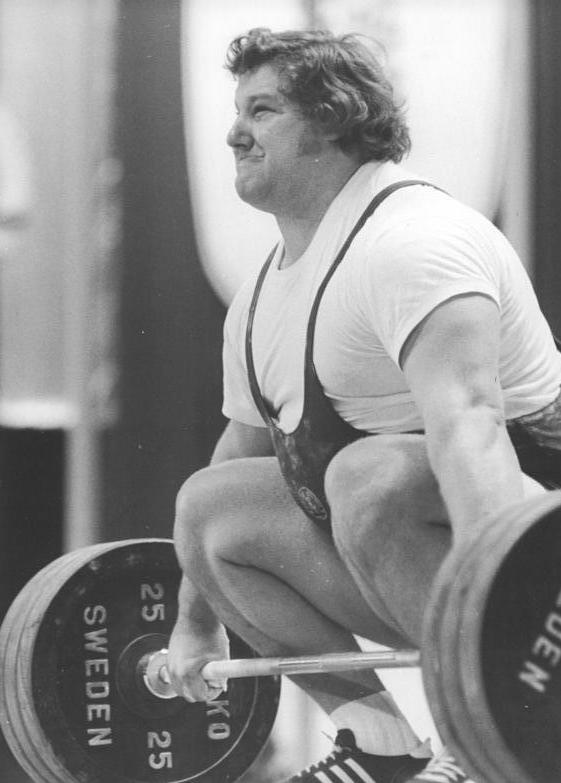
Gerd Bonk, 1979

Der Vogtländer Bonk begann bei BSG Motor Nema Netzschkau als Leichtathlet und stellte 1967 im Kugelstoßen mit 17,82 m einen DDR-Jugendrekord auf. Neben dem Kugelstoßen betrieb er zum Aufbau der nötigen Kraft auch das Gewichtheben. Als er sich auch an Wettkämpfen im Gewichtheben beteiligte und die Erfolge hierin größer waren als im Kugelstoßen, entschied er sich 1969 ganz für das Gewichtheben, das er nunmehr beim SC Karl-Marx-Stadt betrieb. Sein Trainer war Klaus Kroll, ein früherer Spitzenheber der DDR. 1971 wurde er erstmals DDR-Meister im Superschwergewicht (seinerzeit über 110 kg Körpergewicht). Sein internationales Debüt im gleichen Jahr beim Baltic-Cup in Lübeck schlug jedoch fehl, da er drei Fehlversuche im Drücken hatte. Trotzdem gelang ihm in kürzester Zeit der Sprung in die absolute Weltspitze.
Mit seiner Bronzemedaille von den Olympischen Spielen von München im Jahre 1972 bescherte Bonk dem DDR-Gewichtheben die zweite olympische Medaille der Geschichte, nachdem sein Klubkamerad Stefan Grützner zwei Tage zuvor ebenfalls Bronze errungen hatte. 1975 stellte Bonk in seiner Spezialdisziplin, dem Stoßen, als erster DDR-Gewichtheber einen Weltrekord auf. 1976 markierte er im Stoßen einen weiteren Weltrekord. Im gleichen Jahr gewann er in Montreal bei seiner zweiten Olympiateilnahme die Silbermedaille. Für diesen Erfolg wurde er mit dem Vaterländischen Verdienstorden ausgezeichnet.
Im Jahre 1980 wurde bei Bonk eine schwere Diabetes-Erkrankung festgestellt. Trotzdem wurde er für die anstehenden Olympischen Spiele in Moskau nominiert, nachdem er weiterhin auf hohem Niveau gehoben und zudem bei den Europameisterschaften die Bronzemedaille gewonnen hatte. Aufgrund eines positiven Befundes bei einem internen Dopingtest wurde Bonk jedoch kurz vor Beginn des olympischen Wettkampfes abgemeldet. Daraufhin beendete der bis dato erfolgreichste DDR-Gewichtheber seine Karriere.
Nach seinem Rücktritt vom Leistungssport arbeitete Bonk zunächst in seinem Heimatort Limbach als Industriemeister für Kfz-Technik. 1989 wurde er im Alter von 37 Jahren Invalidenrentner. In seinen letzten Lebensjahren war er aufgrund von schweren Nieren- sowie anderen Organschäden auf einen Rollstuhl angewiesen. Er starb nach langer Krankheit.

## Darstellung Bonks in der bildenden Kunst der DDR
- Volker Beier: Gerd Bonk (1984, Porträtplastik, Serpentin; auf der X. Kunstausstellung der DDR)[8]

## Bonk als Dopingopfer
Aus nach der Wende bekanntgewordenen Studien des damaligen Verbandsarztes des DDR-Gewichtheberverbandes, Hans-Henning Lathan, geht beispielsweise hervor, dass Bonk im Jahre 1979 insgesamt 12,775 Gramm Steroide zu sich genommen hatte, davon allein 11,55 Gramm des Anabolikums Oral-Turinabol. Nachdem er die von ihm geforderten sportlichen Leistungen nicht mehr erbracht hatte, wurde er vom DDR-Sportsystem fallengelassen. Nach seinem Karriereende litt Bonk unter schwerem Diabetes, Nierenfunktionsstörungen und weiteren Organschäden. Zuletzt konnte er sich als Dialysepatient nur noch im Rollstuhl fortbewegen.
Werner Franke bezeichnete den Umgang der DDR-Sportärzte mit Bonk als „großes sportmedizinisches Verbrechen“. Im Jahre 2002 wurde Bonk mit dem Georg von Opel-Preis in der Kategorie „Besondere Kämpfer“ ausgezeichnet. Gemäß dem 2002 in Kraft getretenen Doping-Opfer-Hilfe-Gesetz gehörte Bonk zu den 200 anerkannten DDR-Doping-Opfern. Er erhielt eine einmalige Entschädigung in Höhe von 10.438 Euro. Bonk resümierte: „Verheizt von der DDR, vergessen vom vereinten Deutschland“, da er vergeblich auf eine staatliche Rente für Dopingopfer wartete.

## Erfolge
Internationale Platzierungen im Mehrkampf
(OS = Olympische Spiele, WM = Weltmeisterschaft, EM = Europameisterschaft, S = Superschwergewicht, Wettbewerbe bis 1972 im olympischen Dreikampf, bestehend aus Drücken, Reißen und Stoßen, ab 1973 im Zweikampf, bestehend aus Reißen und Stoßen)
- 1972, 2. Platz, „Großer Preis von Berlin“ in Berlin (DDR), S, mit 540 kg, hinter Manfred Rieger, DDR, 572,5 kg; Werner Arnold
- 1972, 3. Platz, EM in Constanța, S, mit 565 kg, hinter Wassili Alexejew, UdSSR, 632,5 kg und Rudolf Mang, BRD, 630 kg;
- 1972, Bronzemedaille, OS + WM in München, S, mit 572,5 kg, hinter Alexejew, 640 kg und Mang, 610 kg;
- 1972, 2. Platz, Grand Prix von Taschkent, S, mit 380 kg, hinter Serge Reding, Belgien, 390 kg;
- 1973, unplatziert, EM in Madrid, S, nach drei Fehlversuchen im Reißen;
- 1973, 4. Platz, WM in Havanna, S, mit 382,5 kg, hinter Alexejew, 402,5 kg, Mang, 400 kg und Stanislav Batischew, UdSSR, 392,5 kg;
- 1974, 2. Platz, EM in Verona, S, mit 402,5 kg, hinter Alexejew, 422,5 kg und vor Reding, 400 kg;
- 1974, unplatziert, WM in Manila, S, mit 3 Fehlversuchen im Stoßen;
- 1975, 2. Platz, Großer Preis der UdSSR, S, mit 400 kg, hinter Jenaldiew, UdSSR, 412,5 kg und vor Kusmin, UdSSR, 395 kg;
- 1975, 2. Platz, WM + EM in Moskau, S, mit 422,5 kg, hinter Alexejew, 427,5 kg und vor Plachkow, Bulgarien, 420 kg;
- 1976, 1. Platz, EM in Berlin (DDR), S, mit 432,5 kg, vor Plachkow, 430 kg und Jürgen Heuser, DDR, 410 kg;
- 1976, Silbermedaille, OS + WM in Montreal, S, mit 405 kg, hinter Alexejew, 440 kg und vor Helmut Losch, DDR, 387,5 kg;
- 1978, 3. Platz, EM in Havířov, S, mit 402,5 kg, hinter Alexejew, 514 kg und Heuser, 407,5 kg;
- 1978, 3. Platz, WM in Gettysburg, S, mit 410 kg, hinter Heuser, 417,5 kg und Sultan Rachmanow, UdSSR, 417,5 kg;
- 1979, 1. Platz, EM in Warna, S, mit 427,5 kg, vor Heuser, 422,5 kg und Rudolf Strejczek, CSSR, 390 kg (Rachmanow hatte drei Fehlversuche im Stoßen);
- 1979, 3. Platz, WM in Saloniki, S, mit 412,5 kg, hinter Rachmanow, 430 kg und Heuser, 420 kg;
- 1980, 3. Platz, EM in Belgrad, S, hinter Rachmanow und Jewgeni Popow, Bulgarien, 417,5 kg

Einzelmedaillen bei Europameisterschaften
- EM-Goldmedaillen: 1974 mit 235 kg, 1975 mit 242,5 kg, 1976 mit 252,5 kg, jeweils im Stoßen,
- EM-Silbermedaillen: 1979 mit 185 kg im Reißen, 1979 mit 242,5 kg und 1980 mit 235 kg jeweils im Stoßen,
- EM-Bronzemedaillen: 1976 mit 180 kg im Reißen, 1971 mit 215 kg, 1978 mit 230 kg jeweils im Stoßen

DDR-Meisterschaften
Gerd Bonk wurde 1971, 1973, 1974, 1975, 1976, 1977 und 1979 DDR-Meister im Mehrkampf und gewann in den Einzeldisziplinen Drücken (bis 1972), Reißen und Stoßen noch einmal 15 DDR-Meistertitel.
Weltrekorde
(alle im Superschwergewicht erzielt)
im beidarmigen Stoßen:
- 246,5 kg, 1975 in Karl-Marx-Stadt,
- 252,5 kg, 1976 in Berlin